# Berezove, Rokîtne
Berezove (în ucraineană Березове) este localitatea de reședință a comunei Berezove din raionul Rokîtne, regiunea Rivne, Ucraina.

## Demografie
Componența lingvistică a localității Berezove
     Ucraineană (99,49%)
     Alte limbi (0,51%)
Conform recensământului din 2001, majoritatea populației localității Berezove era vorbitoare de ucraineană (99,49%), existând în minoritate și vorbitori de alte limbi.